# Террюс, Этьен
Этьен Террюс (21 сентября 1857, Эльн — 22 июня 1922, Эльн) — французский живописец каталонского происхождения, один из основоположников фовизма.

## Биография
В 17-летнем возрасте, зимой 1874/75 года Этьен Террюс поступил в парижскую Национальную высшую школу изящных искусств, став одним из учеников Александра Кабанеля. Поскольку он, по его собственным признаниям, не мог привыкнуть к жизни в большом городе, Террюс вскоре вернулся в свой родной город, который не покидал остаток своей жизни.
Террюс имел дружеские отношения с Андре Дереном, Аристидом Майолем, Анри Матиссом, Жорж-Даниелем де Монфрелем и другими художниками из группы Наби.

## Музей
На долгое время Террюс оказался практически забыт, пока в 1994 году в Эльне не открылся музей в честь художника. В апреле 2018 года появилось сообщение, что 82 из 140 выставленных там картин являются подделками. Первую подделку определили, когда работавший над новой выставкой искусствовед Эрик Форкада заметил на одном из пейзажей здания, построенные уже после смерти Террюса. Многие работы покупались на муниципальные деньги (160 тысяч евро, более 12 миллионов рублей), некоторые были переданы двумя местными организациями, часть картин поступила от частных коллекционеров.

## Галерея
- Бюст Этьена Террюса работы Аристида Майоля, Эльн
- Vue d’Elne (Вид Эльна) Этьена Террюса (1900)
- Порт Кольюра (1890-1900)
- Без названия (1890)